# Comuna de Olsztynek
Olsztynek (polaco: Gmina Olsztynek) é uma gminy (comuna) na Polónia, na voivodia de Vármia-Masúria e no condado de Olsztyński. A sede do condado é a cidade de Olsztynek.
De acordo com os censos de 2004, a comuna tem 13 717 habitantes, com uma densidade 36,9 hab/km².

## Área
Estende-se por uma área de 372,03 km², incluindo:
- área agricola: 35%
- área florestal: 52%

## Demografia
Dados de 30 de Junho 2004:
|                      | Total   | Total | Mulheres | Mulheres | Homens  | Homens |
| -------------------- | ------- | ----- | -------- | -------- | ------- | ------ |
|                      | pessoas | %     | pessoas  | %        | pessoas | %      |
| População            | 13 717  | 100   | 6990     | 51       | 6727    | 49     |
| Densidade (pop./km²) | 36,9    | 100   | 18,8     | 18,8     | 18,1    | 18,1   |

De acordo com dados de 2002, o rendimento médio per capita ascendia a 1561,47 zł.

## Comunas vizinhas
- Gietrzwałd, Grunwald, Jedwabno, Kozłowo, Nidzica, Ostróda, Purda, Stawiguda